# Kanton Châtillon-sur-Chalaronne
Kanton Châtillon-sur-Chalaronne (fr. Canton de Châtillon-sur-Chalaronne) je francouzský kanton v departementu Ain v regionu Rhône-Alpes. Skládá se z 26 obcí. Před reformou kantonů 2014 se skládal ze 16 obcí.

## Obce kantonu
od roku 2015:
- L'Abergement-Clémenciat
- La Chapelle-du-Châtelard
- Châtillon-sur-Chalaronne
- Condeissiat
- Dompierre-sur-Chalaronne
- Garnerans
- Genouilleux
- Guéreins
- Illiat
- Marlieux
- Mogneneins
- Montceaux
- Montmerle-sur-Saône
- Neuville-les-Dames
- Peyzieux-sur-Saône
- Romans
- Saint-André-le-Bouchoux
- Saint-Didier-sur-Chalaronne
- Saint-Étienne-sur-Chalaronne
- Saint-Georges-sur-Renon
- Saint-Germain-sur-Renon
- Saint-Paul-de-Varax
- Sandrans
- Sulignat
- Thoissey
- Valeins

před rokem 2015:
L'Abergement-Clémenciat, Biziat, Chanoz-Châtenay, Châtillon-sur-Chalaronne, Chaveyriat, Condeissiat, Dompierre-sur-Chalaronne, Mézériat, Neuville-les-Dames, Sandrans, Sulignat, Saint-André-le-Bouchoux, Saint-Georges-sur-Renon, Saint-Julien-sur-Veyle, Romans, Vonnas